# Amt Tenneberg
Das Amt Tenneberg war eine territoriale Verwaltungseinheit der Ernestinischen Herzogtümer. Ab 1640 gehörte es zum Herzogtum Sachsen-Gotha, ab 1672 zum Herzogtum Sachsen-Gotha-Altenburg. Dem Amt wurde 1748 das Amt Reinhardsbrunn angegliedert, mit welchem es seit 1826 zum Herzogtum Sachsen-Coburg und Gotha gehörte.
Bis zur Verwaltungs- und Gebietsreform des Herzogtums Sachsen-Coburg und Gotha im Jahr 1858 und der damit verbundenen Auflösung bildete es als Amt den räumlichen Bezugspunkt für die Einforderung landesherrlicher Abgaben und Frondienste, für Polizei, Rechtsprechung und Heeresfolge.

## Geographische Lage
Das Amt Tenneberg lag am Nordrand des Thüringer Waldes. Während die „Walddörfer“ im Thüringer Wald lagen, befanden sich die „Pflegedörfer“ am Südrand des Thüringer Beckens bzw. im Westthüringer Berg- und Hügelland. Zum Amtsgebiet gehörte mit dem Waltershäuser, Wahlwinkler, Tabarzer, Kleinschmalkalder, Wintersteiner und Ruhlaer Forst ein ausgedehnter Waldbezirk. Die südliche Amtsgrenze verlief von West nach Ost vom Oberlauf des Erbstroms bei Ruhla über den Dreiherrenstein am Großen Weißenberg, dann entlang des Rennsteigs über den Großen Inselsberg und danach entlang des Oberlaufs der Schmalkalde bis Kleinschmalkalden und wieder auf den Rennsteig zurück. Dabei trennte die Grenze die o. g. Orte, wodurch zum Amt der Westteil Ruhlas, der Nordteil des Inselsbergs und der Ostteil Kleinschmalkaldens gehörten. Im Amtsgebiet befand sich weiterhin u. a. der Kleine Inselsberg und der Boxberg bei Leina. Flüsse im Amt waren die  Hörsel (im Oberlauf Leina genannt) und die Laucha sowie die Grenzflüsse Erbstrom und Schmalkalde.
Das ehemalige Amtsgebiet liegt heute im Zentrum des Freistaats Thüringen und gehört zu den Landkreisen Gotha, Wartburgkreis (Ruhla) und Schmalkalden-Meiningen (Kleinschmalkalden).

## Angrenzende Verwaltungseinheiten
Das Amt Tenneberg grenzte im Süden an die Herrschaft Schmalkalden, welche von 1360 bis 1583 unter gemeinsamer Verwaltung der Landgrafschaft Hessen und der Grafschaft Henneberg-Schleusingen stand.
Im 16. und 17. Jahrhundert veränderte sich die politische Zugehörigkeit der umliegenden Gebiete u. a. durch folgende Ereignisse:
- Übergang des Klosters Reinhardsbrunn in wettinisch-sächsischen Besitz  nach 1525 (Ernestiner)
- Besitzteilungen und -zusammenlegungen der Ernestinischen Herzogtümer ab 1572
- Aussterben der Grafen von Henneberg 1583: die Herrschaft Schmalkalden wurde Alleinbesitz der Landgrafschaft Hessen.

Seit der Gründung des Herzogtums Sachsen-Gotha-Altenburg im Jahr 1672 bzw. der Landesteilung 1680 grenzte das Amt Tenneberg an folgende Gebiete:
- Norden und Nordosten: Amt Gotha (Herzogtum Sachsen-Gotha)
- Osten: Gospiteroda (Besitz der Reichsgrafen von Hohenlohe) und Grafschaft Obergleichen (beide zum Herzogtum Sachsen-Gotha)
- Südosten: Ämter Reinhardsbrunn und Georgenthal (beide zum Herzogtum Sachsen-Gotha)
- Süden: Amt Brotterode (hessische Herrschaft Schmalkalden)
- Südwesten: Amt Altenstein (Herzogtum Sachsen-Meiningen)
- Westen: Amt Eisenach (Herzogtum Sachsen-Eisenach)
- Nordwesten: Uetterodtsches und Hopffgartensches Gericht (Herzogtum Sachsen-Gotha)

## Geschichte

### Ludowingische Landgrafen von Thüringen
Die erste urkundliche Erwähnung der mittelalterlichen Burg Tenneberg erfolgte um 1176 in einer Urkunde der ludowingischen Landgrafen von Thüringen. Unter Landgraf Ludwig III. wurde die Burg Tenneberg Schutzburg des 5 km (Luftlinie) entfernten Hausklosters Reinhardsbrunn. In späterer Zeit entstand zwischen den Klostervögten und der Burg ein lange dauernder Grenzstreit um Nutzungsrechte und Landbesitz. Die Landgrafen nutzten die Burg Tenneberg als Nebenresidenz. Zugleich privilegierten sie den Ort Waltershausen durch die Vergabe des Eisenacher Stadtrechtes.

### Wettinische Landgrafen von Thüringen
Nach dem Aussterben der Ludowinger wurden im Verlauf des Thüringer Erbfolgekrieges (1247–1264) die Wettiner neue Landgrafen von Thüringen. Zum Tenneberger Burgbezirk gehörten die Orte Aspach, Hörselgau, Teutleben, Trügleben, Sundhausen, Uelleben, Wahlwinkel, die späteren Wüstungen Bossenborn, Nottichenrode und Eschleben sowie sechs Forstbezirke. Ursprünglich gehörten auch Gospiteroda und Laucha zum Burgbezirk, welche später an adlige Herren kamen. Aus diesem Burgbezirk wurde unter den Thüringer Landgrafen und Herzögen von Sachsen im 14. Jahrhundert das „Amt Tenneberg“ geschaffen und durch zusätzliche Orte in Westthüringen erweitert (u. a. Leina aus dem Amt Reinhardsbrunn). 1392 wurden Waltershausen und die Burg Tenneberg zum Leibgedinge für die zukünftige Schwiegertochter des Thüringer Landgrafen bestimmt. Ibenhain wurde 1394 dem Rat der Stadt Waltershausen übereignet.
Nach der Leipziger Teilung der wettinischen Besitzungen im Jahr 1485 kam das Amt Tenneberg als Teil der Landgrafschaft Thüringen zum Kurfürstentum Sachsen der Ernestiner. Um 1500 entstand auf dem Tenneberger Amtsgebiet östlich der Schmalkalde eine Ansiedlung, welche den Namen des gegenüber liegenden, damals hessisch-hennebergischen Orts Kleinschmalkalden übernahm. Die Reformation wurde im Gebiet im Jahr 1527 eingeführt. Danach wurden noch einige Orte und Güter des aufgelösten Katharinenklosters in Eisenach, u. a. Langenhain, zum Amt geschlagen.

### Ernestinische Herzogtümer
Durch die Folge des Schmalkaldischen Krieges verloren die Ernestiner im Jahr 1547 die Kurwürde, wodurch ihre Besitzungen im Herzogtum Sachsen vereinigt wurden. Bei  der Erfurter Teilung des Herzogtums Sachsen im Jahr 1572 wurde das Amt Tenneberg dem Herzogtum Sachsen-Coburg-Eisenach und 1596 dem Herzogtum Sachsen-Coburg zugeteilt. Bei der letzten Teilung wurde der Ort Ruhla in eine Eisenachische und eine Tennebergische Hälfte unterteilt. Vom Tennebergischen Anteil bekamen wiederum die Herren von Uetterodt im Jahr 1610 einen Verwaltungsbezirk zugeteilt, wodurch der Ort seitdem dreigeteilt war. Um 1600 traten die Herren von Uetterodt ihren Splitterbesitz am Nonnenberg in den Landesherren unter unbekannten Umständen ab.
Unter der Herrschaft von Herzog Johann Casimir von Sachsen-Coburg wurde die Burg Tenneberg zwischen 1612 und 1622 zu einem Jagdschloss umgebaut. Um die Untermühle und ein zum Zeughaus vom Schloss Tenneberg gehörendes herzogliches Jagdhaus entwickelte sich der 1614 erstmals erwähnte Ortsteil Klein Tabarz.
Nach Johann Casimirs Tod im Jahr 1633 fiel das Amt Tenneberg mit dem Herzogtum Sachsen-Coburg an Sachsen-Eisenach zurück, welches nun wieder Sachsen-Coburg-Eisenach hieß. 1638 fiel das Amt Tenneberg an das Herzogtum Sachsen-Weimar und wurde bei  der Ernestinischen Teilung im Jahr 1640 dem neu gegründeten Herzogtum Sachsen-Gotha zugeteilt, welches 1672 zum Herzogtum Sachsen-Gotha-Altenburg erweitert wurde. Durch den „Gothaer Hauptrezess“ wurde das Herzogtum Sachsen-Gotha-Altenburg im Jahr 1680 erneut geteilt, wobei  das Amt bei dem stark verkleinerten Herzogtum Sachsen-Gotha-Altenburg blieb. Als der Reinhardsbrunner Amtmann Wilhelm Heinrich Schultes im Jahr 1748 das Amt Themar übernahm, wurde das südöstlich von Tenneberg liegende Amt Reinhardsbrunn dem Amtmann von Tenneberg unterstellt. Es hatte aber weiterhin eigene Unterbeamte. Die Untertanen des Kammerguts Fröttstädt wurden nach deren Wiedereinlösung durch die fürstliche Kammer im Jahr 1722 dem Amt Tenneberg unterstellt.
Nach dem Aussterben der Linie Sachsen-Gotha-Altenburg kam es mit dem Teilungsvertrag zu Hildburghausen vom 12. November 1826 zur umfassenden Neugliederung der Ernestinischen Herzogtümer. Dabei kam das Amt Tenneberg mit Reinhardsbrunn als Teil von Sachsen-Gotha zum Herzogtum Sachsen-Coburg und Gotha, dessen beide Landesteile fortan in Personalunion regiert wurden.
Bei der im Jahr 1830 erfolgten Trennung von Verwaltung und Justiz wurde der Sitz des neuen „Justizamts Tenneberg“ vom Schloss Tenneberg nach Reinhardsbrunn verlegt. Dabei kamen die Orte Aspach, Boilstädt, Sundhausen, Teutleben, Trügleben und Uelleben an das Justizamt Gotha. Die Tennebergischen Anteile von Ruhla und Winterstein kamen 1838/39 an das Gerichtsamt Thal. Die Reichsgrafen von Hohenlohe traten die Erbgerichtsbarkeit über Gospiteroda im Jahr 1842 an das Justizamt Tenneberg ab. Weiterhin kamen Laucha und Mechterstädt vom Hopffgartenschen Gericht an das Justizamt Tenneberg. 1848 wurde der Sitz des Tenneberger Justizamts wieder nach Tenneberg verlegt.
Das Herzogtum Sachsen-Coburg und Gotha wurde 1858 in selbständige Städte und Landratsämter gegliedert. Dabei wurde das Amt Tenneberg mit Reinhardsbrunn in das Landratsamt Waltershausen integriert, die Verwaltungsaufgaben des Justizamts Tenneberg kamen 1879 an das Amtsgericht Tenneberg in Waltershausen.

## Zugehörige Orte
Stadt
- Waltershausen mit Ibenhain

Pflegedörfer
| - Aspach - Hörselgau - Leina - Sundhausen | - Teutleben - Trügleben - Uelleben - Wahlwinkel |

Walddörfer
- Langenhain
- Klein-Tabarz (1614 gegründet)
- Mönchhof, später Nonnenberg
- Kleinschmalkalden (sächsischer Anteil; um 1500 entstanden)
- Ruhla (tennebergischer Anteil)
- Winterstein (tennebergischer Anteil)

Adlige Orte
- Boilstädt
- Fröttstädt (nur herzogliches Kammergut)

Schlösser und Burgen
- Schloss Tenneberg

Wüstungen
- Bossenborn
- Dornbach
- Eschleben[7]
- Nottichenrode

## Amtmänner
- Christoph Goldacker (um 1535)
- D. Wilhelm Gottlieb Jacobs (um 1748)